# Sybra savioi
Sybra savioi är en skalbaggsart som beskrevs av Maurice Pic 1925. Sybra savioi ingår i släktet Sybra och familjen långhorningar. Inga underarter finns listade i Catalogue of Life.